# 743
743 (DCCXLIII) fue un año común comenzado en jueves del calendario juliano, en vigor en aquella fecha.

## Acontecimientos
- El emperador bizantino Constantino V derrota al usurpador Artabasdo.
- Sublevación de elementos bereberes acantonados en el alfoz de la ciudad contra el gobernador de al-Ándalus Ta‘laba b. Salama, siendo posteriormente derrotados y puestos en cautiverio por tropas árabes.
- 4 de enero: Es nombrado obispo San Rigoberto de Reims
- Después de un interregno de siete años, los mayordomos Carlomán y Pipino el Breve designan rey de los francos a Childerico III.
- Se lleva a cabo el Concilium Germanicum en Austrasia, presidido por San Bonifacio para la reforma de la iglesia de los francos.
- Se registra un fuerte terremoto en las Puertas Caspias.

## Fallecimientos
- 31 de enero: Muhammad al-Baqir, Shia Imam
- Hisham ibn Abd al-Malik, califa.
- Rigoberto de Reims, santo.